# Bắc Sơn (Đồng Nai)
Bắc Sơn is een xã in het Vietnamese district Trảng Bom, provincie Đồng Nai. Bắc Sơn ligt ongeveer 12 kilometer oostelijk van de stad Biên Hòa. Bắc Sơn ligt aan de Nationale weg 1A. Een van de markantste bouwwerken is de Bùi Chukerk.